# Красимир Желязков
Красимир Йорданов Желязков е български преводач от английски език.

### Преводи
- Томас Харди, „Далече от безумната тълпа“. Превод от английски Красимир Желязков. Пловдив: Христо Г. Данов, 1983.
- Джеймс Джоунс, „Повикай ме“. Превод от английски Красимир Желязков. Пловдив: Христо Г. Данов, 1985.
- Томас Пинчън, „Обявяването на серия N 49“. Превод от английски Красимир Желязков. София: Народна култура, 1990, 172 с.
- Хенри Милър, „Тропика на Рака“. Превод от английски Красимир Желязков. София: Петриков, 1994, 172 с.
- Норман Мейлър, „Американска мечта“. Превод от английски език Красимир Желязков. София: Зебра, 2001.
- Хенри Милър, „Черна пролет“. Превод от английски Красимир Желязков. София: Фама, 2007.
- Оскар Уайлд, „Портретът на Дориан Грей“. Превод от английски език Красимир Желязков. София: Вестникарска група България, 2009.[1]
- Владимир Набоков, „Знак за незаконороденост“. Превод от английски език Красимир Желязков. София: Фама, 2009, 256 с.
- Хенри Милър, „Спокойни дни в Клиши“. Превод от английски език Красимир Желязков. София: Фама, 2012 с.
- Джеръм К. Джеръм, „Празни мисли на един празен човек“. Превод от английски език Красимир Желязков. София: Фама, 2012 с.
- Елиф Батуман, „Изстъпления/Приключения с руските книги и с хората, които ги четат“. Превод от английски Красимир Желязков. София: Сиела, 2013, 308 с.
- Себастиан Фолкс, „Джийвс и сватбените камбани“. Превод от английски Красимир Желязков. София: Сиела, 2015.
- Алис Мънро, „Само живот“. Превод от английски Красимир Желязков. София: Сиела, 2015, 316 с.[2][3]
- Лорънс Рийс, „Тайните на Втората световна война“. Превод от английски Красимир Желязков. София: Сиела, 2020.
- Томас Пинчън, „V.“. Превод от английски Красимир Желязков. София: Моята библиотека, 2020.
- Томас Пинчън, „Гравитационна дъга“. Превод от английски Красимир Желязков. София: Моята библиотека, 2020.